# 回聲
回音是指障碍物对声音的反射。借由声波反射可以做出回声定位的效果。声波在遇到障碍物时，一部分声波会穿过障碍物，而另一部分声波会反射回来形成回声。若障礙物具有堅硬光滑的表面易產生回聲；反之，具有柔軟的表面則易吸收聲音；另外，粗糙的表面易散射聲音。回声相比那些直接传播的声音所经过的路程更长，所以会比直接传播的声音晚被听到。如果两声波的时间间隔小于0.1秒，人耳便无法分辨，只能听到被延长的声音。因为室温（20℃）时空气中的声速是343米每秒，所以站在声源处的人要听到回声需要障碍物到声源的距离至少17米。
如果房間的尺寸小於17公尺，並且表面光滑、硬質，如瓷磚、玻璃、混凝土等，那麼聲音波在房間內會反射多次，產生明顯的回音。這是因為當聲音波撞擊這些表面時，會以類似球形的方式向房間各個方向傳播，然後反射回來，形成回音。
回声的强弱用赫茲計测量。

## 回聲的優缺點
優點
- 放大原聲→能量疊加

缺點
- 干擾原聲

## 回声的应用
- 测量距离（如：声纳）
- 聲音的反射 (如傳聲筒、聽診器)

## 减弱回声的情况和方式
在录音室或者在音乐厅中，为了使声音更清晰，还有在体育馆中为了使声音不显得嘈杂，通常需要减弱回声。
让声波散出会是一个办法。
- 使用吸音板或布幔吸收聲波
- 不規則表面